# Grote Kerk (Vlaardingen)
De Grote Kerk is een kerkgebouw aan de Markt in Vlaardingen.
De geschiedenis gaat terug naar de 8e eeuw toen er omstreeks het jaar 725 op de markt een gebouwtje door priester Heribald geschonken werd aan de Angelsaksische missionaris Willibrord (later eerste bisschop van Utrecht). Om deze reden werd de kerk oorspronkelijk Sint-Willibrorduskerk genoemd. Het was een van de eerste moederkerken in het westen van Nederland.
In de 12e eeuw (rond 1156) werd de eerste stenen kerk op deze plek gesticht. Al vrij kort na het begin van de bouw, in 1163, zorgde de Sint-Thomasvloed voor problemen: de monding van de Oude Rijn bij Katwijk wordt daardoor voor enkele eeuwen afgesloten en het rivierwater kan niet meer naar zee worden afgevoerd. Hierdoor lopen de polders in het graafschap Holland onder. Een in opdracht van Floris III aangelegde dam bij Zwammerdam verplaatst de problemen naar het bisdom Utrecht, wat tot een kortstondige oorlog tussen de twee partijen leidt. De dijk bij Vlaardingen is over een lengte van twee kilometer weggeslagen en het land wordt bedekt door een dikke laag modder en zilte klei. De Hollandse graven verplaatsen hun huishouden naar Dordrecht en Den Haag en de bouw van kerk stopt. Pas in in de 14e eeuw wordt de grote kerk afgebouwd. De toren wordt omstreeks 1350 voltooid.
De kerk diende in eerste instantie als parochiekerk voor Vlaardingen, Vlaardingerambacht en Zouteveen en het hoofdaltaar was gewijd aan Johannes de Doper. Na de Reformatie (1572) kwam de kerk in handen van de calvinisten. In 1574 vond de stadsbrand van Vlaardingen plaats. De kerk werd hierbij dusdanig beschadigd dat hij in 1584 gedeeltelijk herbouwd werd. Een groot deel van het gebouw was verloren gegaan. Het waaggebouw met daarin de stadswaag is deels opgebouwd met de stenen van de noordelijke dwarsbeuk. Op de plek waar ooit de zuidelijke dwarsbeuk stond verrees omstreeks 1600 een verblijf voor galeislaven. In 1634 werd dit vervangen door een nieuwe, nu nog bestaande, zuidelijke dwarsbeuk. Toen in 1665 een nieuwe noordelijke dwarsbeuk werd gebouwd, kwam een groot deel van het waaggebouw te vervallen. De kerk was op dat moment een driebeukige hallenkerk met ingebouwde toren.
In 1743 was de toren dusdanig verzakt dat deze werd afgebroken. De huidige toren is in 1746 voltooid door David van Stolk en stond oorspronkelijk op enkele meters afstand van de kerk. Na voltooiing van de toren is de kerk vergroot en tegen de nieuwe toren aan gebouwd. De Grote Kerk heeft een bijzonder orgel dat in 1763 door Pieter van Peteghem werd gebouwd voor de Bernardijner-abdij van Baudeloo te Gent. Dit orgel is in 1819 aangekocht.
De kerktoren heeft een carillon. In deze toren zat vroeger een wachter (torenkijker) die uitkeek over het water. Wanneer een Vlaardingse logger in aantocht was, werd een bal op de toren gehesen als teken voor de reder. De wachter waarschuwde ook wanneer een Vlaardings vissersschip arriveerde met de vlag halfstok. Wanneer dat het geval was, dienden de vrouwen binnen te blijven totdat bekend was voor wie het slechte nieuws was bestemd.
In de periode 1966-1970 werd de kerk grondig gerestaureerd, waarbij de banken vervangen werden door houten stoelen met rieten zitting, om het geheel een oorspronkelijker en ruimtelijker indruk te geven.
De kerk is een rijksmonument.
Van 2009 tot 2017 vonden rondom deze kerk elk jaar in de maand juli de Vlaardingse Beiaardweken plaats. Op de dinsdagen van deze maand speelden topbeiaardiers uit binnen- en buitenland op het carillon van de kerk, waarbij hun spel was te zien op beeldschermen die rond de kerk stonden opgesteld.

## Afbeeldingen

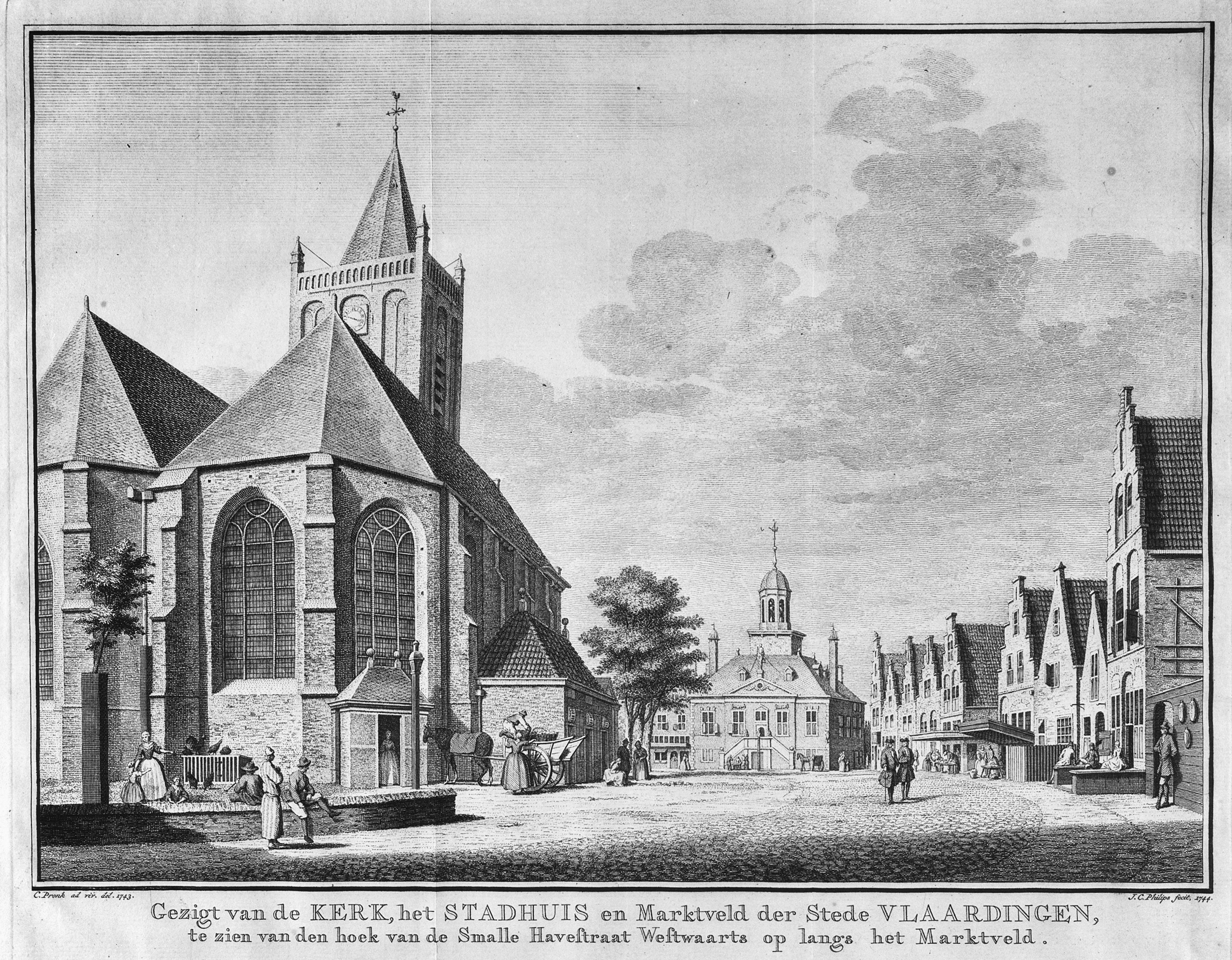
Een oude prent van de kerk en het stadhuis
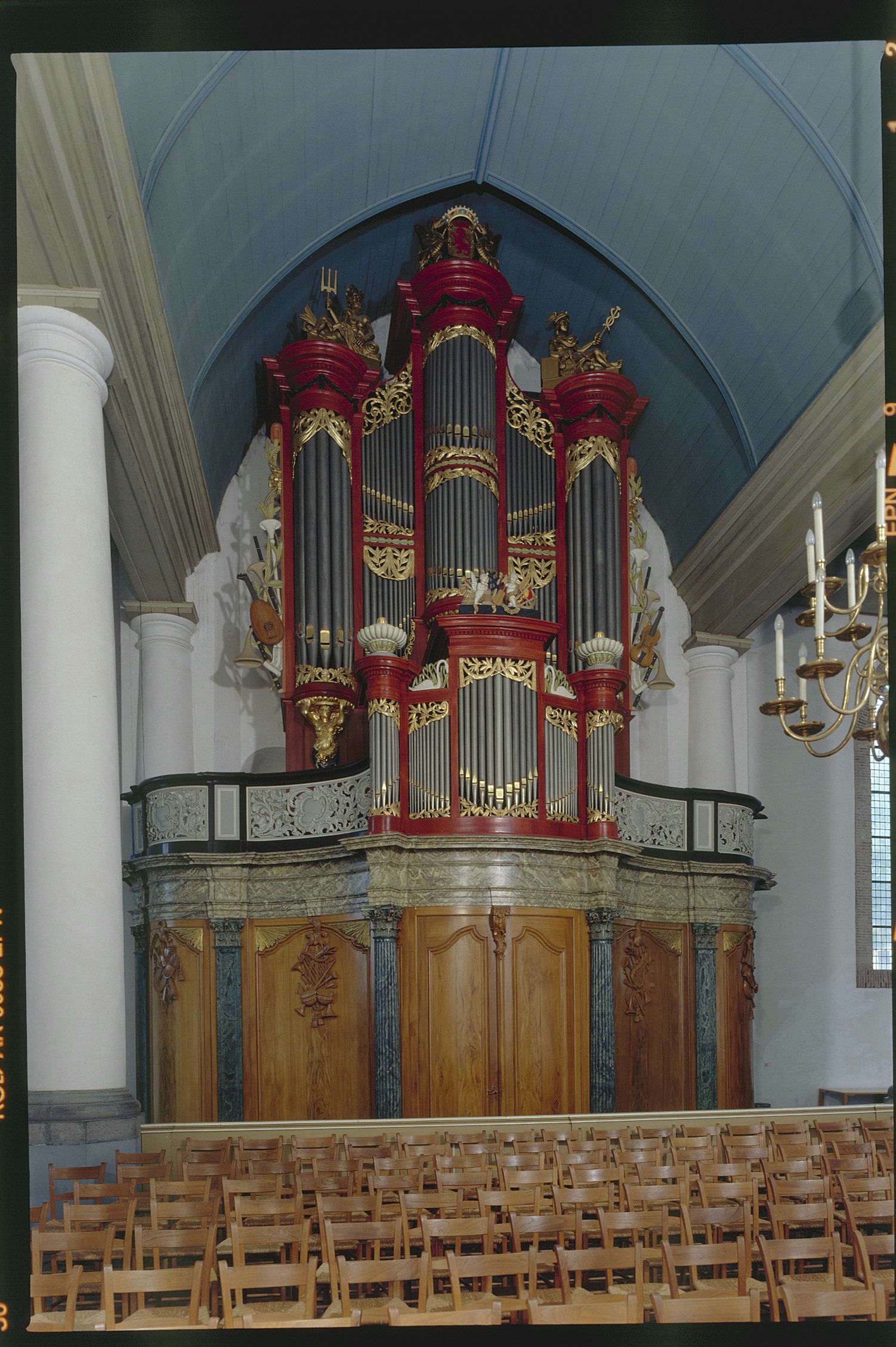
Het van Peteghemorgel

- Library of Congress Control Number: n2007009102
- Rijksmonument: 37422
- Virtual International Authority File: 133914087